# Hoffa (film)
Pour les articles homonymes, voir Hoffa.
Pour plus de détails, voir Fiche technique et Distribution.
Hoffa est un film américain réalisé par Danny DeVito et sorti en 1992. Il s'agit d'un film biographique sur Jimmy Hoffa, dirigeant du syndicat des Teamsters, interprété par Jack Nicholson.
Le film reçoit des critiques mitigées dans la presse à sa sortie. Si la performance de Jack Nicholson est plébiscitée, la presse pointe du doigt le scénario. Le film ne rencontre pas le succès auprès du public.

## Synopsis
Le portrait du syndicaliste Jimmy Hoffa et ses relations avec la mafia et le pouvoir.

## Fiche technique
- Titre original et français : Hoffa
- Réalisation : Danny DeVito
- Scénario : David Mamet
- Musique : David Newman
- Photographie : Stephen H. Burum
- Montage : Lynzee Klingman et Ronald Roose
- Distribution des rôles : David Rubin et Debra Zane (en)
- Décors : Ida Random (en)
- Décorateur de plateau : Brian Savegar
- Direction artistique : Gary Wissner
- Costumes : Deborah Lynn Scott
- Producteurs : Caldecot Chubb, Danny DeVito, Edward R. Pressman
  - Producteur délégué : Joseph Isgro
- Société de productions : Canal+, Jersey Films, Twentieth Century-Fox Film Corporation
- Société de distribution : Twentieth Century-Fox Film Corporation
- Pays de production :  États-Unis
- Langues originales : anglais, italien
- Format : 35 mm et 70 mm (blow-up)
- Budget : 35 millions de dollars[1]
- Genre : drame biographique
- Date de sortie :
  - États-Unis : 25 décembre 1992
  - France : 10 mars 1993
- Classification[2] :
  - États-Unis : R - Restricted
  - France : tous publics

## Distribution
- Jack Nicholson (V.F. : Jean-Pierre Moulin) : James R. « Jimmy » Hoffa
- Danny DeVito (V.F. : Philippe Peythieu) : Bobby Ciaro
- Armand Assante (V.F. : Gérard Rinaldi) : Carol D'Allesandro
- J. T. Walsh (V.F. : Hervé Bellon) : Frank Fitzsimmons (en)
- John C. Reilly (V.F. : Georges Caudron) : Pete Connelly
- Frank Whaley (V.F. : Tanguy Goasdoué) : un enfant
- Kevin Anderson (en) (V.F. : Vincent Violette) : Robert F. Kennedy
- John P. Ryan (VF : Gilbert Lévy) : Red Bennett
- Robert Prosky (V.F. : Pierre Baton) : Billy Flynn
- Natalia Nogulich (V.F. : Monique Thierry) : Jo Hoffa
- Nicholas Pryor (V.F. : Jean-Pierre Leroux) : l'avocat de Hoffa
- Paul Guilfoyle (V.F. : Mario Santini) : Ted Harmon
- Karen Young : jeune femme à RTA
- Cliff Gorman (VF : Jean-Claude Robbe) : Solly Stein
- Joanne Neer : une femme soignée
- Robert Maffia : un reporter
- Tim Gamble (VF : Pierre Hatet) : le procureur
- Bruno Kirby (VF : François Leccia) : le comique (non crédité)

## Production
En 1982, George Barrie engage Robin Moore pour écrire le scénario d'un projet intitulé The Jimmy Hoffa Story pour GB Pictures International. Frank Ragnaro, avocat de Jimmy Hoffa, sert alors de consultant à l'écriture. Le scénario est alors retitré en Hoffa. Le tournage doit alors débuter au printemps 1984. Mais le projet stagne. En 1989, Joe Isgro, Edward R. Pressman et Caldecot Chubb acquièrent les droits du script de Robin Moore et charge David Mamet de le retravailler. Edward R. Pressman envisage plusieurs réalisateurs : Barry Levinson, Oliver Stone ou encore John McTiernan. Barry Levinson est le premier choix mais il demande des changements de script, refusés par David Mamet. Les producteurs propose ensuite la réalisation à Danny DeVito en avril 1990. Jack Nicholson est ensuite engagé pour jouer Jimmy Hoffa, alors que Kevin Spacey, Al Pacino ou encore Robert De Niro avaient été envisagés. 
Il s'agit du premier film produit par Jersey Films, société fondée par Danny DeVito et Michael Shamberg
Le tournage se déroule à Détroit, dans l'Illinois (Chicago, Elgin), à Los Angeles et en Pennsylvanie (Pittsburgh et son université Carnegie-Mellon, Huntingdon).

## Musique
- Nicky Addeo -"Let's Make Love Tonight"
- Cy Coleman & Carolyn Leigh - "Hey Look Me Over"
- Mark Fisher, Joe Goodwin & Larry Shay - "When You're Smiling"

## Accueil

### Critique
À sa sortie en salles, le film reçoit des critiques presse mitigées dans la presse américaine. Sur l'agrégateur américain Rotten Tomatoes, il récolte 52% d'opinions favorables pour 25 critiques et une note moyenne de 5,5⁄10. Le consensus suivant résume les critiques compilées par le site : « Jack Nicholson incarne Hoffa avec un goût malveillant, mais un manque de perspicacité significative fait tomber cette épopée criminelle par un nez ». Sur Metacritic, il obtient une note moyenne de 50⁄100 pour 18 critiques.

### Box-office
Le film ne récolte que 29 millions de dollars au box-office mondial, bien en dessous de son budget de 35 millions.
| Pays ou région    | Box-office      | Date d'arrêt du box-office | Nombre de semaines |
| ----------------- | --------------- | -------------------------- | ------------------ |
| États-Unis Canada | 24 276 506 $    | 21 janvier 1993            | 4                  |
| France            | 142 006 entrées |                            | -                  |
| Total mondial     | 29 276 506 $    | -                          | -                  |

## Distinctions
Source : Internet Movie Database

### Récompenses
- American Society of Cinematographers Awards 1993 : meilleure photographie pour un film pour Stephen H. Burum
- Political Film Society Awards 1993 : prix Exposé

### Nominations
- Oscars 1993 : meilleure photographie pour Stephen H. Burum et meilleurs maquillages pour Ve Neill, Greg Cannom et John Blake
- Golden Globes 1993 : meilleur acteur dans un film dramatique pour Jack Nicholson
- Berlinale 1993 : en compétition pour l'Ours d'or
- Razzie Awards 1993 : pire acteur pour Jack Nicholson (également pour Man Trouble) et pire réalisateur pour Danny DeVito

## Autour du film
- Le restaurant Machus Red Fox (Détroit) est le dernier endroit où l'on a vu Jimmy Hoffa. Le film fait référence à "Tony Jack" et "Tony Pro" qui seraient liés à sa disparition mais qu'on n'a jamais prouvé.
- Tim Burton joue le rôle d'un cadavre.